# Laplume
Laplume – miejscowość i gmina we Francji, w regionie Nowa Akwitania, w departamencie Lot i Garonna.
Według danych na rok 1990 gminę zamieszkiwały 1042 osoby, a gęstość zaludnienia wynosiła 32 osób/km² (wśród 2290 gmin Akwitanii Laplume plasuje się na 412 miejscu pod względem liczby ludności, natomiast pod względem powierzchni na miejscu 248).